# Bicoupole octogonale gyroallongée
Pour les articles homonymes, voir J45.
En géométrie, la bicoupole octogonale gyroallongée est un des solides de Johnson (J45). Comme son nom l'indique, il peut être construit par gyroallongement d'une bicoupole octogonale (J28 ou J29), c'est-à-dire par insertion d'un antiprisme octogonal entre ses deux moitiés congruentes.
La bicoupole octogonale gyroallongée est un des cinq solides de Johnson qui sont chiraux, ce qui signifie qu'ils ont une deux formes qui sont images l'une de l'autre dans un miroir (ou énantiomorphes). Dans l'illustration de droite, chaque face carrée  sur la moitié gauche de la figure est connectée par un chemin de deux faces triangulaires à une face carrée au-dessous d'elles et à droite. Dans la figure chirale (l'image-miroir de la figure), chaque carré sur la gauche serait connecté à une face carrée au-dessus d'elle et vers la droite. Les deux formes chirales de J45 ne sont pas considérées comme des solides de Johnson différents.
Les 92 solides de Johnson ont été nommés et décrits par Norman Johnson en 1966.